# TooManyLeftHands
TooManyLeftHands er en dansk dj og producer-duo bestående af Anders K og Martin Nick. De beskriver selv deres stil som house og progressive. 
Forholdsvis nye på den danske musik-scene har de 2 med rekord fart markeret sig og spillede i 2014 over 160 jobs i 12 lande, som inkluderede alt fra festivaler, gadefester, mainroom på verdens største natklub på Ibiza til dj set hjemme på Fredensborg slot hos Hendes Majestæt Dronning Margrethe 2.
2015 har indtil videre budt på prisen som  “årets danske djs” samt en travl kalender med koncerter på nogle af skandinaviens største festivaler samt gentagne besøg på deres favorit destination Ibiza.
Deres sidste single “Trouble” fik stor succes både på salg og streaming, samt i radioen.
Deres næste single "Too Young To Die" gik til top på charts og har fået massiv radio support fra alle sider. 
Dj duoen har 3 singler ude på Warner Music Danmark, som tilsammen har streamet tæt på 10.000.000 afspilninger.
Singlen "Paralyzed", som blev udgivet i samarbejde med Sisse Marie blev i 2012 brugt i computerspillet The Sims. Spillet har på verdensbasis indtil videre solgt 150 millioner eksemplarer og er dermed det mest succesrige computerspil nogensinde. 

## Diskografi

### Singler
- "Make Me Dance" (2010)
- "Flowing Over" (feat. Clara Sofie) (2011)
- "Good Morning Copenhagen" (Simon Gain feat. Jay Adams & TooManyLeftHands) (2012)
- "Paralyzed" (feat. Sisse Marie) (2012)
- "Survivor" (feat. Nadia Gattas) (2013)
- "EDM CPH" (feat. Mike Hawkins & Alexander Brown) (2013)
- "Sommer" (2013)
- "Dancing In The Fire" (2014)
- "Trouble" (2014)
- "Too Young To Die" (2015)
- "Can't Get To You ft. (LAYTH)" (2016)
- "Mad for it" (feat. Casso) (2017)